# Puccinia longicornis
Puccinia longicornis är en svampart som beskrevs av Pat. & Har. 1891. Puccinia longicornis ingår i släktet Puccinia och familjen Pucciniaceae.   Inga underarter finns listade i Catalogue of Life.